# Penjamillo
Penjamillo è un comune del Messico, situato nello stato di Michoacán.